# Démocrates indépendants (Tchéquie)
Pour les articles homonymes, voir Démocrates indépendants.

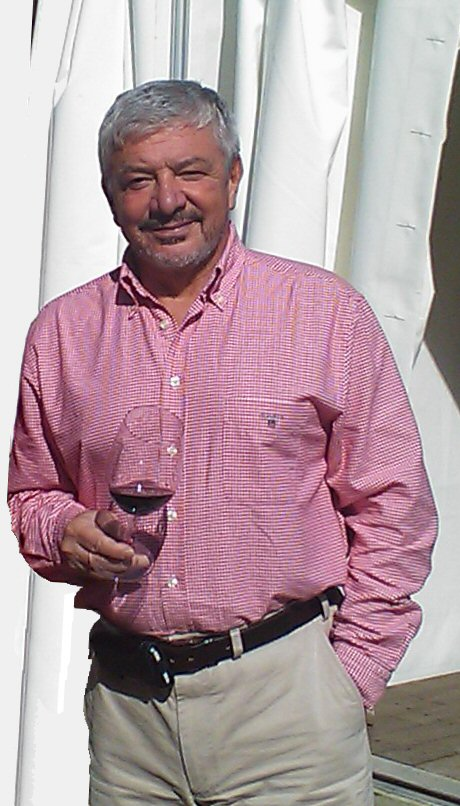
Vladimir Zelezny au festival du vin de Prague en 2010

Les Démocrates indépendants (en tchèque Nezávislí demokraté ou NEZDEM) est un parti politique mineur, de type populiste, en République tchèque. Son fondateur et leader est Vladimír Železný, un député européen qui en a été élu président lors d'une convention les 6 et 7 août 2005. Il défend une politique d'immigration stricte, l'abolition du Sénat et une refonte des relations de son pays avec l'Union européenne.